# Babel (Protokoll)
Babel ist ein Distance-Vector-Routing-Protokoll für unzuverlässige Computernetzwerke. Babel wurde an der Universität Paris-Diderot entwickelt und basiert auf Prinzipien von DSDV, AODV und dem EIGRP von Cisco.
Die Freiheit von Routingschleifen und die schnelle Konvergenz wurde für Babel formal bewiesen und wird auch bei den meisten Änderungen der Netzwerktopologie garantiert.
Die Routing-Distanz-Metrik wird über einen verteilten Bellman-Ford-Algorithmus berechnet, welcher in O(n) konvergiert. Babel verwendet zudem den Diffusing Update Algorithm (DUAL).
Seit August 2012 erlaubt die Babel-Implementierung von Quagga Authentifizierung.

## Weitere Routingprotokolle
- B.A.T.M.A.N. (Better Approach To Mobile Adhoc Networking)
- OLSR (Optimized Link State Routing)
- Ad-hoc-Netz (verschiedene Routing-Verfahren)